# ジェシカ・ピルナス
ジェシカ・ピルナス（Jessica Pilnäs、1978年7月5日 - ）は、スウェーデンの歌手である。
1995年のメロディーフェスティバーレン（ユーロビジョン・ソング・コンテストのスウェーデン予選）で"Jag ger dig allt"（私はあなたに全てを与える）を歌い、3位を獲得した。2000年には"Isa"（イーサ）の名義で発表した『プリテンダー』(Pretender)がスウェーデンでヒットした。
クロノベリ県ベクショー・コミューン オーリッドで1978年に生まれた。父はスウェーデンのバンドスヴェン・イングヴァシュのキーボード奏者のトミー・グスタフソンである。ギタリストのヨハン・ノルベリと結婚した後はジェシカ・ノルベリ(Jessica Norberg)を名乗るようになったが、音楽活動はジェシカ・ピルナスの名前で行っている。

## ディスコグラフィー

### アルバム
- 2011年: Bitter and Sweet
- 2012年: Norma Deloris Egstrom - A Tribute to Peggy Lee

### シングル
- 1995年: "Jag ger dig allt"
- 2000年: "Pretender"（Isa（イーサ）名義）